# Пальстаб

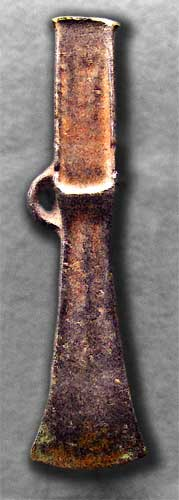
Пальстаб

Пальстаб — бронзовый топор, использовавшийся греками и римлянами до VI века до н. э. Самый древний рисунок пальстаба датируется XII веком до н. э.

## Строение и применение
Длинное и тонкое бронзовое лезвие, деревянная рукоять — коленчатая: часть её, зажатая между закраинами, перпендикулярна к лезвию, а часть, находившаяся в руке, параллельна ему. Пальстаб был основным оружием микенцев и критян. Также использовался в Риме в царский период. Мог служить и в мирных целях. Из-за формы лезвия не был пригоден для рубки деревьев, зато прекрасно исполнял роль мотыги. Однако в 508 году, после изгнания из Рима Тарквиния, родом этруска, оружие было объявлено «предательским» и позабыто.

## Варварский пальстаб
Многие варвары, в особенности галлы, использовали нечто похожее на пальстаб, но делали лезвие из дерева и короткую рукоять, в общем галлы делали их для метания. Лезвие из-за длины и формы было очень трудно вытащить, не повредив внутренности раненого. В отличие от римлян и греков, варвары ещё долго использовали свои пальстабы, даже в период раннего средневековья встречаются такие топоры, только с железным лезвием. Знаменитые «топорики Коловрата» тоже являются варварскими пальстабами и сейчас хранятся в одном из музеев Рязани.